# Kichenassamy Madavane
Kichenassamy Madavane es un escritor, dramaturgo, director y novelista de habla francesa nacido en Pondicherry en 1946, que en esa fecha pertenecía al Imperio colonial francés.
Antiguo alumno de la escuela francesa de Pondicherry, en 2004 enseñó literatura francófona del Océano Índico y teatro en la universidad Jawaharlal-Nehru de Nueva York. Su campo de interés son las literaturas de habla francesa de la diáspora india, el teatro y el cine. Ha trabajado extensamente en el hinduismo popular. Es fundador de la compañía de teatro Chingari en 1982, que actúa principalmente en hindi e inglés.

## Carrera dramática
K. Madavan, un dramaturgo de talento, heredó de su padre la práctica de Terroukouttou, un teatro rural popular. Relacionado con Kathakali de Kerala, pero establecido en Tamil Nadu, en el sur de India, está asociado con festivales religiosos de Tami. En Nueva Delhi, fundó Chingari, un grupo de teatro famoso por su innovadora puesta en escena. Profundamente influenciado por dos culturas, india y francesa, intenta combinar las dos formas de drama en sus producciones teatrales. Ha escrito unas cincuenta producciones, partes del repertorio indio e internacional en inglés, francés, hindi y alemán.
En 1991 fue director del Centro de Estudios Franceses de la Universidad Jawaharlal Nehru de Nueva Delhi. En 1994, fue invitado a la Universidad de Quebec en Montreal (UQAM), Canadá, para enseñar escenificación e interpretación. Madavane escribió Le Mahabharata des femmes, que se editó en la UQAM. Esta obra fue publicada por Samhita Publishers en Pondicherry.
Como parte del programa de la Comisión Europea Erasmus Mundus, Madavane fue invitado en 2011 a dar clases de teatro y talleres sobre teatro en las universidades de Bruselas (Bélgica), Universidad de Niza (Francia), Goethe University, Frankfurt (Alemania) y Paris 8 University, Saint Denis.

## Obras teatrales
- La maldición de las estrellas o El Mahabharata, basada en una célebre epopeya india llamada  Mahabharata,[5] Pondicherry, Publicaciones Samhita, 1998.
- La verdad o la mentira de los dioses, Editions K'A, Ille sur Tet, Francia, 2008.
- Muriendo en Benares, en Jean-Louis Joubert (dir.), Literatura francesa de Asia y el Pacífico, París, Nathan, 1997.
- Una noche de luna nueva,[6] en Jean-Luc Raharimanana, Identidades, idiomas e imaginarios en el Océano Índico, Francofonías interculturales, No. 4, Lecce , Alliance Française , noviembre - diciembre de 2003 .
- El recuerdo de una noche, Synergies India, (Revue du Gerflint bajo la dirección de Jacques Cortès) coordinado por Vidya Vencatesan, Número 1 / Año 2006.